# Wollaston, Shropshire
Wollaston är en by i civil parish Alberbury with Cardeston, i distriktet Shropshire, i grevskapet Shropshire, i England. Byn ligger 17 km från Shrewsbury. Wollaston var en civil parish 1866–2005 när blev den en del av Alberbury with Cardeston och Westbury. Civil parish hade 202 invånare år 2001. Byn nämndes i Domedagsboken (Domesday Book) år 1086, och kallades då Willavestune.